# Porrocaecum muraenesoxi
Porrocaecum muraenesoxi is een rondwormensoort uit de familie van de Ascarididae. De wetenschappelijke naam van de soort is voor het eerst geldig gepubliceerd in 1992 door Rajyalakshmi.